# HMS Astute (S119)
L' HMS Astute è un sottomarino d'attacco a propulsione nucleare (SSN) della Royal Navy, prima unità dell'omonima classe.
È il secondo sottomarino britannico a prendere il nome Astute (il primo è stato un sommergibile classe Amphion della seconda guerra mondiale) e, dal momento della sua entrata in servizio, è il più grande sottomarino d'attacco nella storia della Royal Navy.

## Storia
Il battello è stato ordinato alla BAE Systems Submarines nel 1997 e la costruzione è iniziata il 31 gennaio 2001 presso il cantiere di Barrow-in-Furness (esattamente 100 anni dopo l'inizio della costruzione del primo sottomarino britannico, l'HMS Holland 1).
L'Astute venne varato l'8 giugno 2007, con 43 mesi di ritardo rispetto al previsto. Madrina del varo fu la duchessa Camilla e parteciparono alla cerimonia più di 10.000 spettatori.
Il sottomarino lasciò Barrow il 15 novembre 2009 e raggiunse la base la HMNB Clyde a Faslane cinque giorni dopo.